# PD-4501 Scenicruiser
GMC PD-4501 Scenicruiser — автобус дальнего следования, производимый в 1954—1956 годах американской компанией GMC в количестве 1001 единиц эксклюзивно для транспортной компании Greyhound Lines, использующей их с июля 1954 года до середины 1970-х годов. Популярность дизайна модели отразилась на серии автобусов GMC «Buffalo», производимых в 1966—1980 годы, но в отличие от Scenicruiser, доступных для продажи всем операторам.
Scenicruiser стал иконой американского образа жизни из-за своего присутствия по всей территории США и популярности среди путешествующей публики.

## История

### Создание
Первые два прототипа автобуса были построены с помощью GMC самим автоперевозчиком — компанией Greyhound Corporation в 1947—1949 годах. Первый прототип был основан на конструкции Раймонда Лоуи, подобная же концепция использовалась в испанском автобусе Pegaso Z-403, спроектированном в 1949 году и поступившем в производство в 1951-м.
Вначале автобус задумывался как 35-футовый (10,67 м), но Greyhound Corporation настояла на длине в 40-футов (12,19 м), однако, для этого пришлось лоббировать снятие законодательных ограничений для автобусов длиной более 35 футов, существовавших в то время в большинстве штатов.
В конце 1951 года GMC начала работу над своим прототипом под названием EXP 331, завершённым в 1954 году и имевшем некоторые особенности, которые не были использованы на серийных версиях, но после перестроенный в серийную модель с серийным номером PD 4501-1001.

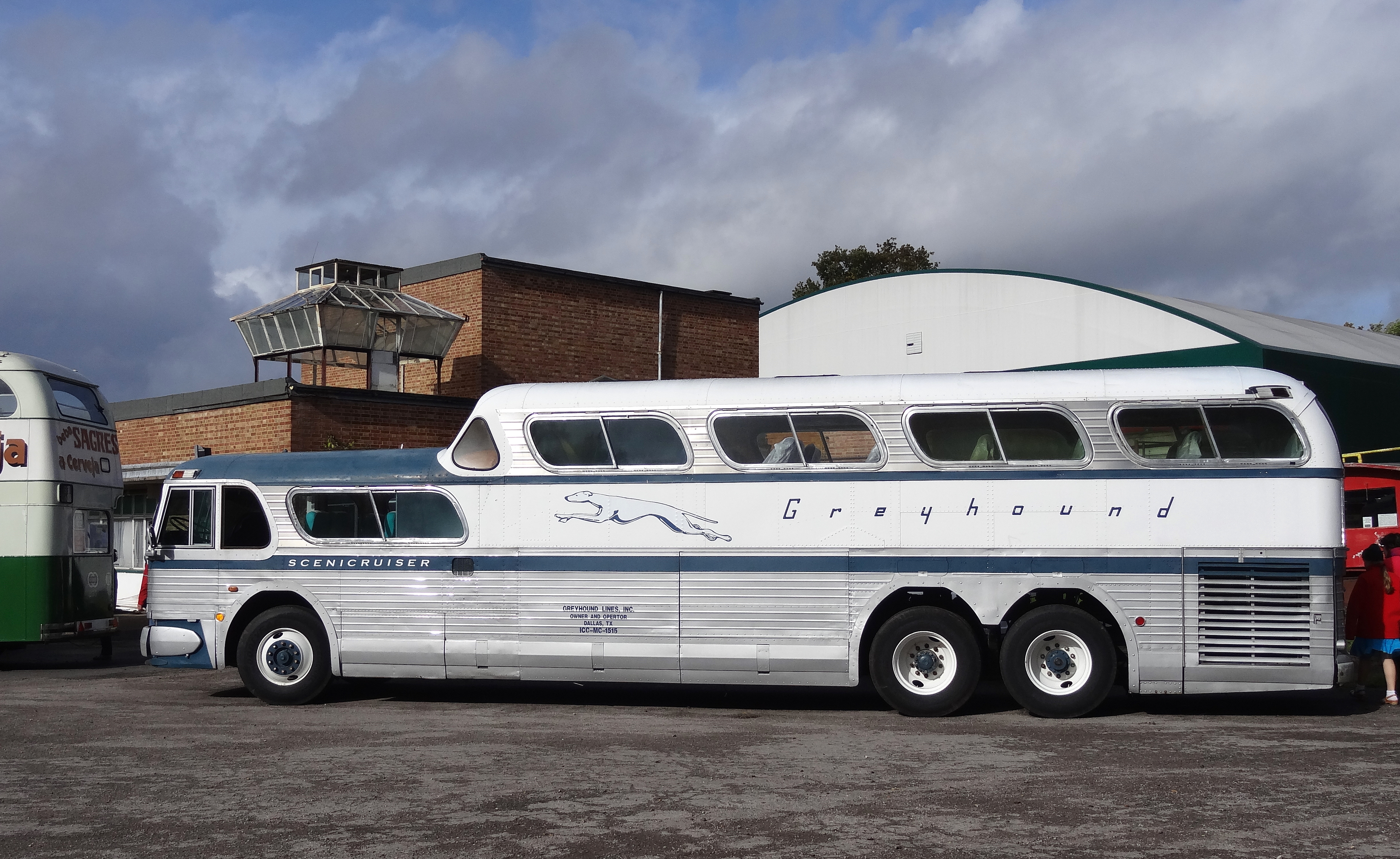

#### Конструкция
Конструкция автобуса двухуровневая: на нижнем уровне — зона водителя и 10 мест, плюс туалет, на верхнем уровне — ещё 33 места, под вторым уровнем — большой багажный отсек. Был оборудован пневмоподвеской и кондиционером.
Автобус имел десять колёс — два спереди и по четыре на двух задних осях, привод — только на переднюю ось.

#### Двигатель и коробка
GM не видела необходимости в создании соответствующего дизельного двигателя версии V8, поэтому устанавливалось два дизельных четырёхцилиндровых двигателя мощностью 160 л. с. каждый, соединённых гидравлической муфтой. Через год эксплуатации — в 1955 году, выяснилось, что из-за муфты с электрическим приводом водители не могли плавно включить сцепление, что вызывало рывки и толчки при начале движения или переключении передач. И пассажирам, и водителям это не понравилось. Электрическая муфта сцепления была заменена механической, что решило проблему.
Коробка передач — трёхступенчатая механическая с двухскоростным сплиттером на шесть скоростей вперёд. Но это и породило проблему — все другие автобусы, используемые Greyhound, имели четырёхступенчатые коробки передач, которые смещались иначе, чем в Scenicruiser, и управление требовало дополнительной подготовки водителей, которым в основном не нравилась новая система.

### Эксплуатация

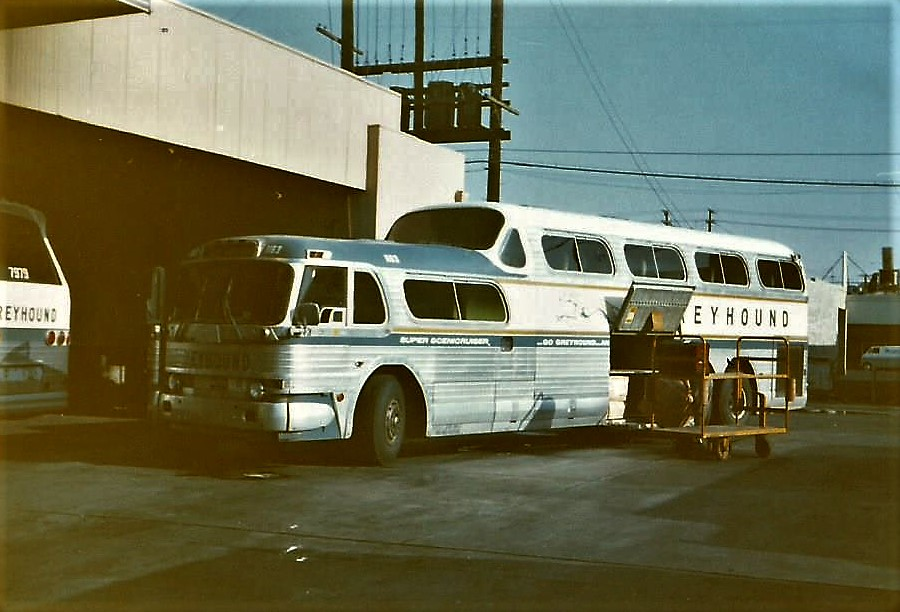
автобус на станции Амарилло, штат Техас, август 1970 года

Автобусы с двумя двигателями имели очень высокий расход топлива.
В процессе эксплуатации на некоторых экземплярах выявились трещины в каркасе у боковых окон второго уровня.
Обслуживание автобуса было проблемой из-за сложного характера новых систем (некоторые из которых, как отмечается, были «в стиле Руба Голдберга»), а обучение и наличие по всей стране механиков для ремонта новой модели было не достаточного уровня. Отмечалась неумение обращения с новыми автобусами со стороны водителей и механиков, и даже случаи преднамеренной порчи ими автобусов.
В итоге в 1961 году 979 автобусов (22 были уже выведены из эксплуатации), были модернизированы: установлен один двигатель Detroit Diesel 8V-71 и четырёхступенчатая коробка передач Spicer, добавлены боковые усилительные пластины над задними колёсами и под окнами второго уровня.
Проблемы с Scenicruisers, и их модернизация 1961 года обошедшаяся оператору в 13 млн долларов, сильно испортили отношения между Greyhound и GMC. И если в 1960-х годах оператор ещё приобрёл 362 единицы модели «Buffalo» (которая тоже была с проблемами), то впоследствии Greyhound никогда не покупал автобусов GMC, и решила приобрести контрольный пакет акций канадской компании Motor Coach Industries. Поскольку автобусы GMC не покупали ни Greyhound, ни второй крупнейший в США оператор компания Trailways, производство GMC междугородних автобусов пошло на спад.
В 1975 году автобусы были выведены из эксплуатации, на тот момент оставалось ещё около 200 единиц, некоторые из них сохранились, многие переделаны в дома на колёсах. Один из автобусов использовался кантри-группой Mission Mountain Wood Band, которая в 1975—1987 годах, разъезжая на нём по стране, давала практически ежедневно концерты, этот автобус прошёл более двух миллионов километров и на 2014 год был в исправном состоянии.

## В культуре
Роман Джона Кеннеди Тула «Сговор остолопов» (написан в 1962—1963 гг.), удостоенный Пулитцеровской премии, содержит множество яростно саркастических отсылок его главного героя к поездке в автобусе Scenicruiser, о которой он рассказывает как о травмирующем испытании.
Scenicruiser можно видеть в ряде фильмов, как периода эксплуатации автобуса, например, «Сумерки» 1957 года, «Завтрак у Тиффани» 1961 года и «Воскресенье в Нью-Йорке» 1963 года, так и в современных, например «Октябрьское небо» 1999 года и «До самого конца» 2016 года.